# 3872 Akirafujii
3872 Akirafujii је астероид главног астероидног појаса. Приближан пречник астероида је 15,16 ,
а средња удаљеност астероида од Сунца износи 2,658 астрономских јединица (АЈ).
Инклинација (нагиб) орбите у односу на раван еклиптике је 13,035 степени, а орбитални период износи 1583,699 дана (4,335 године). Ексцентрицитет орбите астероида износи 0,206.
Апсолутна магнитуда астероида износи 12,80 а геометријски албедо 0,058.
Астероид је откривен 12. јануара 1983. године.